# جيسي جارنت
جيسي ج. غارنيت (1897-1976) هي أول امرأة أسنان سوداء في بوسطن، وأول امرأة سوداء تتخرّج من كلية طب الأسنان جامعة تافتس.

## النشأة والتعليم
وُلدت جيسي غارنيت في ليفربول، نوفا سكوتيا، في عام 1897. وكانت والدتها تعمل خياطة؛ تُوفي والدها عندما كانت طفلة صغيرة. في سن الحادية عشرة، انتقلت مع والدتها، وشقيقتين أكبر سنا، وشقيقها الأصغر إلى حي روكسبيري في بوسطن. التحقت بمدرسة البنات الثانوية، ثم درست في بكلية طب الأسنان بجامعة تافتس، وتخرّجت في عام 1920. وكانت أول امرأة سوداء تتخرج من كلية طب الأسنان بجامعة تافتس، والمرأة الوحيدة التي امتهنت تلك المهنة من تلك الطبقة.
عندما أُدرج اسمها لأول مرة في سجلات مدرسة طب الأسنان، استدعاها عميد الكلية في وقت لاحق؛ إذ كان يعتقد أن هناك خطأ ما. بعد التحقق من كونها قد قُبلت بالفعل، وجّه تحذيرًا إليها قائلًا، «عليكِ أن تجدي المرضى الخاصون بكِ، كما تعلمي»، فأجابت، «كل شيء سيكون على ما يرام معي».

## الحياة المهنية
افتتحت غارنيت أول مكتب لطب الأسنان لها في زاوية تريمونت بين شارعي كامدن وشارع روكسوري السفلى. وكان العمل بطيئًا في السنوات القليلة الأولى. ذكرت غارنيت في وقتٍ لاحق: "عندما بدأت لأول مرة، جاء المرضى إلى المكتب ورأوني، وطلبوا طبيب الأسنان:"فقلت أنا طبيب الأسنان،". بعد الانتقال إلى شارع كولومبوس لعدة سنوات، قلت منزلها وعيادتها إلى 80 شارع مونرو، حيث بقيت لبقية حياتها المهنية. في عام 1969، بعد أن عملت لمدة 50 عاما تقريبًا، اضطرت إلى التقاعد بسبب التهاب المفاصل في يديها.
شاركت الطبيبة غارنيت في تأسيس فرع بسي أوميغا للنادي النسائي ألفا كابا ألفا في عام 1926. وكانت عضوًا في الجمعية الوطنية للنهوض بالملونين والرابطة الحضرية، وعملت في مجالس إدارة جمعية الشابات المسيحية في بوسطن، دار الحرية، وكنيسة القديس مرقس في روكسوري.

## الحياة الشخصية والإرث
في عام 1920 تزوجت روبرت تشارلز غارنيت، وهو ضابط شرطة في بوسطن في المحطة 5. كان للزوجين طفلان وأربعة أحفاد.
توفيت غارنيت في 1 سبتمبر 1976، بينما كان تحضر خدمات الكنيسة. تأسست منحة جيسي غارنيت -ماري طومسون من قبلفرع بسي أوميغا للنادي النسائي ألفا كابا ألفا في كلية طب الأسنان بجامعة توفتس في وقتٍ لاحق من ذلك العام. (كانت ماري طومسون خريجة لكلية طب الأسنان بجامعة توفتس أيضًا).
تم تكريم منزل ومكاتب غارنيت السابق في 80 شارع مونرو مع لوحة من قبل اتحاد بوسطن للتراث في عام 2009، وهو شاهد على تراث المرأة في بوسطن.